# فيكتور هال
فيكتور هال (بالإنجليزية: Victor Hall)‏ (1 يناير 1884 في المملكة المتحدة - 1 يناير 1966 بإنجلترا في المملكة المتحدة) هو لاعب كرة قدم بريطاني (وحمل سابقاً جنسية المملكة المتحدة لبريطانيا العظمى وأيرلندا) في مركز الوسط. لعب مع ستوك سيتي وماكليسفيلد تاون.